# Her Majesty (band)
Her Majesty is een Nederlandse tributeband die zich tussen 2014 en 2018 toelegde op het uitvoeren van muziek van Crosby, Stills, Nash & Young. 
De band, vernoemd naar de hidden track 'Her Majesty' op het Beatles-album Abbey Road, speelde vanaf 2014 diverse programma's in theaters en op poppodia, onder andere met integrale live-uitvoeringen van albums als Marrakesh Express en Déjà vu.
In 2019 spelen ze in de muziektheaterproductie Hanna van Hendrik.
In 2022 spelen ze de Are You Ready For The Country tournee met aandacht voor de geschiedenis van de countryrock met nummers van onder andere van Bob Dylan en The Byrds, tot Crosby, Stills, Nash and Young en Gram Parsons.
In 2023 ging de groep op tour met de San Francisco City Trip: A Musical Journey Trought The 60's And 70's. Daarin onder andere muziek van The Band, Grateful Dead, Jefferson Airplane, Moby Grape, Santana, Jimi Hendrix, Creedence Clearwater Revival en Crosby, Stills, Nash & Young, 
De band werd opgericht door bassist Dirk Schreuders en gitarist Bertolf Lentink. De originele bezetting werd gecompleteerd met toetsenist/gitarist Diederik Nomden (ex-Johan, ex-Daryll-Ann, The Analogues), gitarist Jelle Paulusma (ex-Daryll-Ann) en drummer Bauke Bakker. Inmiddels is Bertolf Lentink op gitaar vervangen door Theo Sieben, Voor de San Francisco City Trip tournee werd Diederik Nomden vervangen door P.J.M. Bond.  